# Шекшня Станіслав Володимирович
Станіслав Володимирович Шекшня (англ. Stanislav Shekshnia, нар. 1964) — учений і викладач, професор підприємництва міжнародної бізнес-школи INSEAD, активно займається підготовкою і підвищенням кваліфікації керівників вищої ланки в бізнесі та державному управлінні.
Станіслав вивчає питання лідерства та корпоративного управління. У книзі «Athletic CEOs: Leadership for Turbulent Times» (2018 рік) він запропонував модель «атлетичного лідерства», що забезпечує стійку результативність в бізнес-середовищі, якому притаманна висока турбулентність, швидке старіння знань, активна присутність держави і середній рівень розвитку людського капіталу. В основі ефективності атлетичного лідера лежить парадоксальне поєднання ментальної стійкості, метальної адаптивності і набір специфічних лідерських практик.
За результатами дослідження практик Голів Рад директорів в дев'яти країнах Шекшня створив ефективну модель управління Радою директорів — 3 «E», що включає три ролі Голови — залучення (engage), сприяння (enable) і заохочення (encourage).
У книзі «Коучинг: Як ефективно управляти вільними людьми» (2010) Шекшня пропонує розглянути коучинг одним з інструментів керівника, який дозволяє йому не тільки краще пізнавати своїх підлеглих, давати їм зворотний зв'язок, але і розвивати у них лідерські компетенції, здатність приймати більш обґрунтовні управлінські рішення, а отже, інвестувати в майбутнє своєї компанії. Станіслав Шекшня є автором першого російською мовою посібники з управління персоналом, що став бестселером «Управління персоналом сучасної організації» (7 видань з 1995 року).
Станіслав Шекшня поєднує академічну діяльність з практичною, є партнером WH Advisors, Дубай, консультанти що спеціалізуються в області людського капіталу 
У минулому Станіслав Шекшня обіймав посади Генерального директора і директора по операціях в таких компаніях як Альфа-Телеком, Вимпелком, Millicom International Cellular і Otis Elevator. Шекшня закінчив Московський державний університет імені М. В. Ломоносова, там же захистив кандидатську дисертацію, а також здобув ступінь MBA Північно-східного університету в Бостоні.

## Праці
- Shekshnia, S. and Zagieva, V. (2021): Leading a Board. Chairs' Practices Across Europe [Архівовано 26 травня 2021 у Wayback Machine.]. Second edition. Palgrave Macmillan, Singapore.
- Shekshnia, S. and Zagieva, V. (2019): Leading a Board. Chairs’ Practices Across Europe. [Архівовано 15 серпня 2019 у Wayback Machine.] Palgrave Macmillan, Singapore.
- Shekshnia, S., Zagieva, V, Ulanovsky, A (2018): Athletic CEOs: Leadership in Turbulent Times [Архівовано 15 серпня 2019 у Wayback Machine.]. Anthem Press, London.
- Shekshnia, S., Kravchenko, K., Williams, E. (2018): CEO School. Insights from 20 Global Business Leaders [Архівовано 22 серпня 2018 у Wayback Machine.], Palgrave Macmillan, Singapore.
- Shekshnia, S. (2018): «How to Be a Good Board Chair [Архівовано 22 серпня 2018 у Wayback Machine.]», Harvard Business Review, March–April 2018 issue, pp. 96–105.
- Shekshnia, S., Ledeneva, A., Denisova-Schmidt, E. (2017), «Managing Business Corruption: Targeting Non-Compliant Practices in Systematically Corrupt Environments [Архівовано 22 серпня 2018 у Wayback Machine.]», Slavonic and East European Review, 95, 1, 151—174.
- Shekshnia, S. (2017), «It's hard to hand the power over» ["S vlastyu rasstavatsya tyazhelo [Архівовано 9 листопада 2018 у Wayback Machine.]"], Harvard Business Review, Russia, No. 4, 95-103.
- Shekshnia, S., Zagieva, V. (2017), «The Practices of Boards Across the World», available at: INSEAD Knowledge [Архівовано 12 серпня 2018 у Wayback Machine.]
- Shekshnia, S., Kravchenko, K., Kokotovic, N. (2014), «Can You Learn to Be a CEO?», available at: INSEAD Knowledge [Архівовано 9 листопада 2018 у Wayback Machine.]
- Fey, Carl F., and Stanislav Shekshnia. «The key commandments for doing business in Russia.» Organizational Dynamics 1.40 (2011): 57-66